# ウラジミール・ラドマノビッチ
ヴラディミル・ラドマノヴィッチ（セルビア語: Владимир Радмановић,英語: Vladimir Radmanović、1980年11月19日 - ）は、セルビアのプロバスケットボール選手。元NBA選手。ユーゴスラビア連邦ボスニア・ヘルツェゴビナ社会主義共和国トレビニェ出身。ポジションは主にスモールフォワード。

## 略歴
セルビア人の血統である彼はユーゴスラビアボスニア・ヘルツェゴビナのトレビニェ地方の街トレビニェで生まれ、その後地方を転々としながら育った。NBA入り前は、現セルビアのベオグラード等のクラブチームで力をつけて行った。

### シアトル・スーパーソニックス
2001年のNBAドラフトにおいてシアトル・スーパーソニックス（現オクラホマシティ・サンダー）より全体12位指名でNBA入りを果たした。3年目の2003-04シーズンには12得点と5.3リバウンドと飛躍し、NBAシックスマン賞の候補にも名前が挙がった。ソニックスには5シーズン在籍し、ベンチスタートから3ポイントシューターとして好成績を残した。チームは6年4200万ドルの長期契約を求めたが、ラドマノビッチがこれを拒否し1年契約の後にFAになることを選択した。理由は控えメンバーであったため。

### ロサンゼルス・クリッパーズ
2006年2月、クリス・ウィルコックスとのトレードでロサンゼルス・クリッパーズへ移籍。3ポイント成功率41.8％に加え5.7リバウンドと及第点の成績を残した。しかし、その後クリッパーズとは契約延長せず半シーズンのみの在籍であった。

### ロサンゼルス・レイカーズ
2006年オフシーズン、FAとなりロサンゼルス・レイカーズとミッドレベルの上限額で契約。トライアングルオフェンスにおけるシューターの役割を果たす彼はフィル・ジャクソンのお気に入りの選手でもあり、近年は先発出場も多くなっている。
2007年2月18日、レイカーズからラドマノビッチがオールスターブレイク中にユタ州パークシティで氷の上で転倒したことにより右肩を脱臼し、全治2か月の怪我を負ったことが発表された。しかし2月23日に実際には契約で禁止されていたスノーボードによって負傷したことが発覚。3月1日にレイカーズはラドマノビッチに対し、年俸の10分の1にあたる50万ドルの罰金処分を科した。
2008年にはNBAファイナルに進出。ボストン・セルティックスのポール・ピアースとのマッチアップではディフェンスでファウルトラブルに陥り、満足な仕事ができないまま敗退した。2008-09シーズン、レイカーズにはスモールフォワードの同ポジションにラマー・オドム、トレバー・アリーザ、ルーク・ウォルトンなどとポジションを争った。

### シャーロット・ボブキャッツ
2009年2月7日にアダム・モリソン、シャノン・ブラウンとの交換トレードでシャーロット・ボブキャッツへ移籍した。

### ゴールデンステート・ウォリアーズ
2009年11月16日、ラジャ・ベルと共にスティーブン・ジャクソン、エイシー・ローとのトレードでゴールデンステート・ウォリアーズへ移籍した。

### アトランタ・ホークス
2011年12月9日、アトランタ・ホークスと1年契約を結んだ。
12月26日の試合では27分間の出場で17得点、4スティール、5アシストの活躍を見せた。

### シカゴ・ブルズ
2012年7月14日、シカゴ・ブルズに移籍。シーズン終了後に引退を表明した。